# Manne (Einheit)
Die Manne war ein französisches Volumenmaß und kann als Korb im Steinkohlenhandel verstanden werden.
- 1 Manne = 1 1/5 Hektoliter gehäuft
- 1 Manne = 1 ½ Hektoliter gestrichen
- Steinkohlenmaß 1 Muid (Tonne/Fass) = 4 Manne (gilt nicht für Gips)
  - Verhältnis 12 gehäufte Muid = 15 gestrichene Hektoliter Steinkohlen
  - Verhältnis 1000 Kilogramm gehäuft = 1150 Kilogramm gestrichen